# 明尼苏达管弦乐团

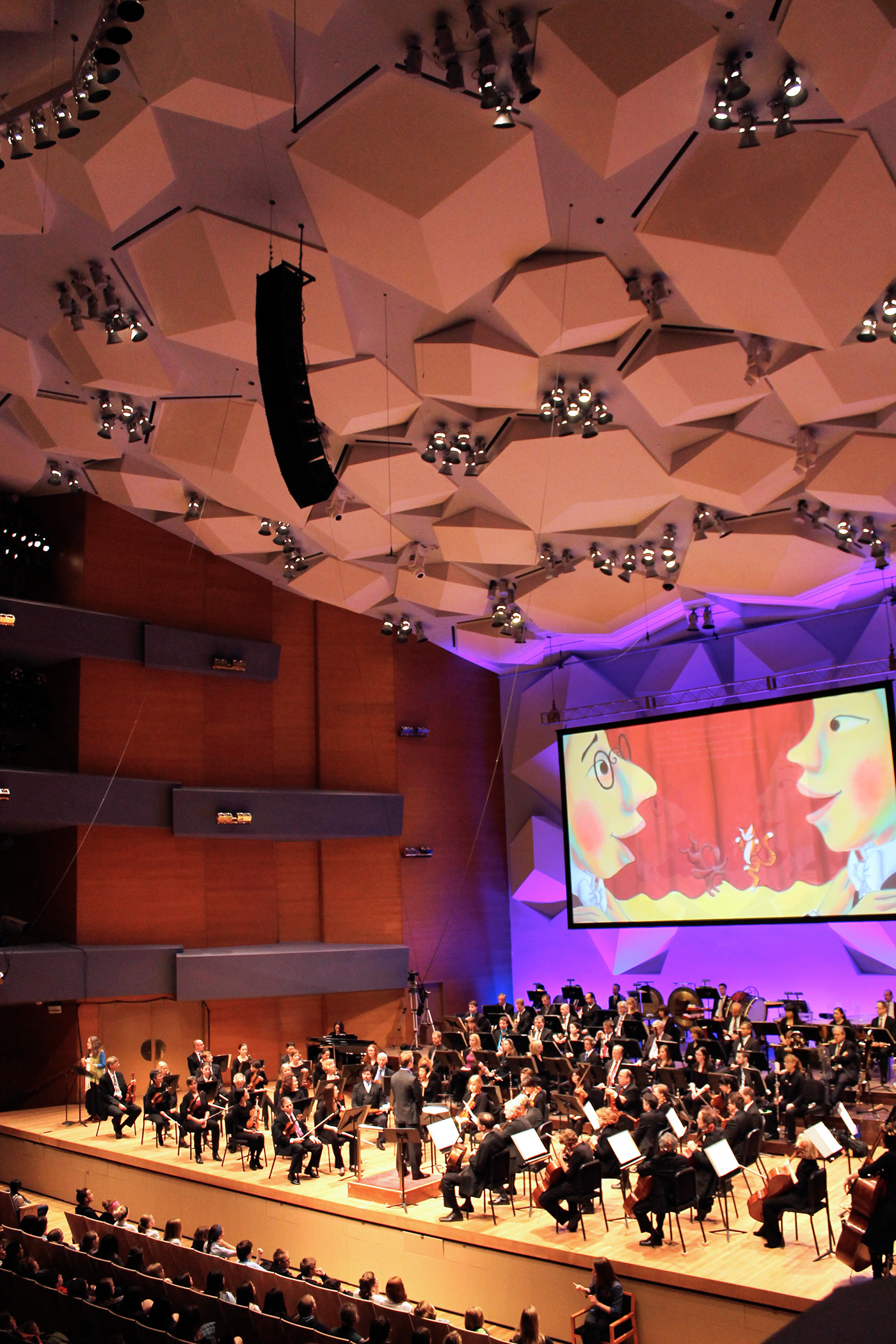
明尼苏达管弦乐团在明尼阿波利斯管弦乐厅 (明尼阿波利斯)内演出，2014年

明尼苏达管弦乐团（英語：Minnesota Orchestra）是一个位于美国明尼苏达州明尼阿波利斯的管弦乐团。于1903年作为明尼阿波利斯交响乐团（Minneapolis Symphony Orchestra）成立。其大多数音乐会在明尼苏达的管弦乐厅举行。
2003年起，奥斯莫·万斯凯担任乐团的音乐总监。

## 历史
1903年，埃米尔·奥伯霍费尔创立了明尼阿波利斯交响乐团，并于当年11月5日在明尼阿波利斯的博览大楼进行了首次演出。1968年，乐团更名为明尼苏达管弦乐团。
2007年乐团曾遭遇财务问题。
2012年10月1日，因集体谈判未能达成一致，明尼苏达管弦乐团协会（即乐团的管理机构）宣布乐手停工，音乐会取消，直至11月18日。协会表示，乐手的薪水和福利支出正在耗尽预算，人工成本应逐年削减500万美元。乐手们则认为如此大的削减威胁到了乐团的未来。
之后整个2012–13乐季的演出都未能举行。停摆期间，乐手们自行定期举办音乐会，2012年12月，奥斯莫·万斯凯致信董事会和乐手，警告停摆对乐团在国内外的声誉造成了严重损害。2013年4月30日，万斯凯表示，如果继续停摆，他将辞职。（“我必须明确表示，如果卡内基音乐厅选择取消明尼苏达管弦乐团今年11月的音乐会，也就是说如果他们对我们的表演能力失去信心……那么我将被迫辞职。”）
然而万斯凯所说音乐会仍被乐团管理层取消，2013年10月1日，他毅然辞职。10月4日和5日，万斯凯在明尼苏达大学的泰德·曼恩音乐厅（Ted Mann Concert Hall）与停摆中的乐团一起举行了三场最后的音乐会，伊曼纽尔·艾克斯任客座钢琴家。作为安可曲目，万斯凯指挥了西贝柳斯的《悲伤圆舞曲》，他还特别要求观众不要鼓掌。
2014年1月14日，明尼苏达管弦乐团的乐手们宣布，他们已经与协会达成了集体谈判协议，将于2014年2月1日恢复正常运作。2014年4月24日，乐团宣布由万斯凯重新担任音乐总监，合约期为2014-15和2015-16乐季。2017年7月，乐团宣布合同延长至2021-22乐季。2018年12月，乐团宣布万斯凯将在2021-2022乐季结束时，即2022年8月，结束其音乐总监的任期。
2015年5月，由于古巴解冻，明尼苏达乐团得以在古巴哈瓦那演出，成为了1999年以来首个在古巴演出的美国职业乐团。2018年8月，又成为第一个在南非演出的美国职业乐团。2022年1月，万斯凯指挥乐团与艾琳娜·瓦哈拉首演了西贝柳斯小提琴协奏曲的1904年原始版本。

## 历任音乐总监
- 埃米尔·奥伯霍费尔（英语：Emil Oberhoffer）（1903–1922）
- 亨利·维布鲁根（英语：Henri Verbrugghen）（1923–1931）
- 尤金·奥曼迪（1931–1936）
- 季米特里斯·米特罗普洛斯（1937–1949）
- 多拉蒂·安塔尔（1949–1960）
- 斯坦尼斯瓦夫·斯克罗瓦切夫斯基（1960–1979）
- 内维尔·马里纳（1979–1986）
- 艾度·迪華特（1986–1995）
- 大植英次（1995–2002）
- 奥斯莫·万斯凯（2003年至今）